# Meulson
Meulson ist eine französische Gemeinde mit 28 Einwohnern (Stand: 1. Januar 2022) im Département Côte-d’Or in der Region Bourgogne-Franche-Comté. Sie gehört zum Kanton Châtillon-sur-Seine und zum Kanton Montbard.
Nachbargemeinden sind Bellenod-sur-Seine im Nordwesten, Mauvilly im Norden, Beaunotte im Südosten und Quemigny-sur-Seine im Südwesten.

## Siehe auch

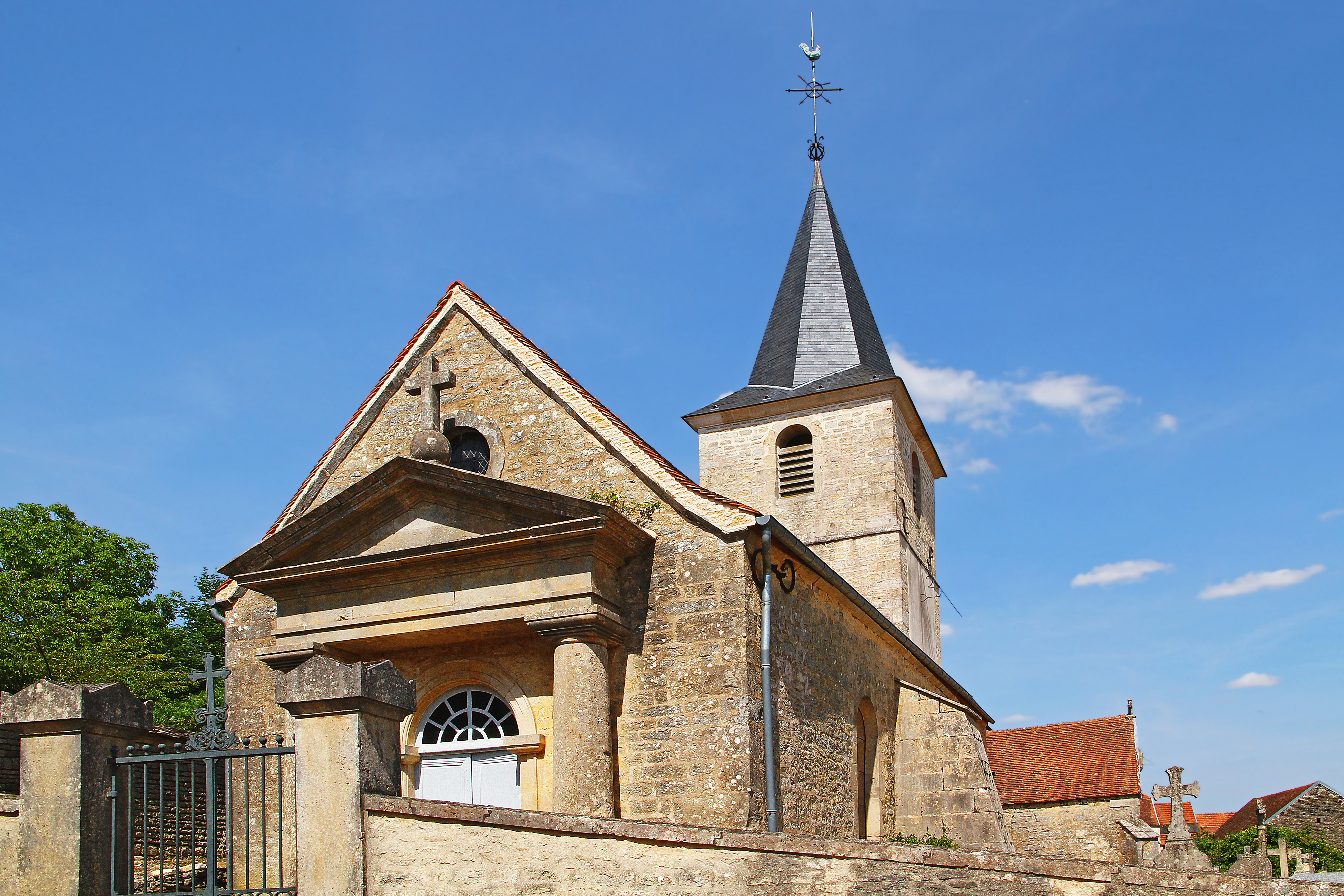
Kirche Mariä Geburt (Église de la Nativité -de-la-Sainte-Vierge)

## Bevölkerungsentwicklung
| Jahr                       | 1962 | 1968 | 1975 | 1982 | 1990 | 1999 | 2008 | 2016 |
| -------------------------- | ---- | ---- | ---- | ---- | ---- | ---- | ---- | ---- |
| Einwohner                  | 63   | 68   | 53   | 39   | 44   | 37   | 38   | 33   |
| Quellen: Cassini und INSEE |      |      |      |      |      |      |      |      |